# Acuticosta
Acuticosta is een geslacht van tweekleppigen uit de familie van de Unionidae.

## Soorten
- Acuticosta jianghanensis He & Zhuang, 2013
- Acuticosta sichuanica Zeng & Liu, 1989